# Esther Vilar
Esther Vilar, nascuda Esther Margareta Katzen (Buenos Aires, Argentina, 16 de setembre de 1935), és una escriptora argentina. Va estudiar medicina, psicologia i sociologia, i va exercir la medicina abans de dedicar-se a escriure. És autora del llibre El varón domado (1971) i de la seva continuació El varón polígamo (1976), així com dels assajos Viejos (1981), El encanto de la estupidez (1987) i Prohibido pensar (1998).

## Obres

### El varón domado (1971)
El varón domado va ser bastant popular al moment de la seva publicació, en part a causa de la considerable difusió que li va donar la premsa. Segons la recerca de l'Institut del Llibre Español, la versió espanyola va ser el tercer llibre més venut a Espanya en 1975.
L'autora també va aparèixer en The Tonight Show per debatre sobre el llibre. La controvèrsia que va suscitar aquesta obra va ser tal que l'autora va rebre amenaces de mort i va viure dècades de menyspreu:
La idea principal del llibre El varón domado és que la dona no és oprimida per l'home, sinó que en realitat és la dona qui controla l'home per manegar la relació, i d'això l'home moltes vegades no n'és conscient. Per a això la dona atrapa l'home usant estratègies de seducció. En paraules de l'autora: Altres estratègies de la dona són l'ús d'afalacs, administrats acuradament per controlar l'home, i la utilització dels fills com a ostatges.

### Altres
La seva obra Speer (1998) és una peça teatral de ficció biogràfica sobre l'arquitecte alemany Albert Speer, ministre i arquitecte de Hitler. Va ser posada en escena a Berlín i Londres, dirigida i protagonitzada per Klaus Maria Brandauer. Vilar també ha escrit moltes altres obres de teatre i llibres, però la majoria no han estat traduïdes a altres idiomes.

## Obra
- El varón domado.  Grijalbo, 1971.
- El varón polígamo, 1974.
- Modelo para un nuevo machismo, 1977.
- Das Ende der Dressur, 1977.
- Viejos, 1981.
- El discurso inaugural de la papisa americana.  Bruguera, 1982.
- Historia de amor para un zoólogo.  Plaza & Janés, 1985.
- El encanto de la estupidez, 1987.
- La educación de los ángeles, 1995.
- ¿Es inmoral el matrimonio?, 1995.
- Católicas del mundo, uníos, 1996.
- Prohibido pensar, 1998.
- Speer, 1998. (teatre)
- Los siete fuegos de Mademoiselle.  Grijalbo, 2004.